# René Wagner (militaire)
Pour les articles homonymes, voir René Wagner et Wagner.
René Wagner (Nancy, 28 décembre 1907 - Verdun, 28 avril 1999) est un militaire français, Compagnon de la Libération. Déjà engagé au moment du déclenchement de la Seconde Guerre mondiale, il s'illustre lors de la bataille de France puis rejoint les Forces françaises libres avec lesquelles il participe aux campagnes d'Afrique du Nord puis à la Libération de la France. Après 1945, il participe aux guerres d'Indochine et d'Algérie avant de prendre sa retraite.

## Biographie

### Jeunesse et engagement
Fils d'un employé de la Compagnie des chemins de fer de l'Est, René Wagner naît le 28 décembre 1907 à Nancy. Il effectue son service militaire à Oran dans les rangs du 8e régiment de zouaves puis entre à l'École militaire de l'infanterie et des chars de combat à Saint-Maixent-l'École. Il en sort avec le grade d'aspirant en 1935 puis est promu sous-lieutenant en 1936.

### Seconde Guerre mondiale
Au moment de la déclaration de guerre en septembre 1939, René Wagner est lieutenant à Saverne au sein de l'état-major de la 5e armée où il est spécialisé en photographie au groupe de canevas de tir de l'armée. Il reçoit une première citation en mars 1940 pour s'être aventuré au plus près des lignes allemandes afin d'assurer sa mission consistant à fournir au commandement des photographies panoramiques des positions ennemies. Capturé par la Wehrmacht le 15 juin, il parvient à s'évader deux jours plus tard. Il se trouve à Vichy le 18 juin lorsque'il entend l'appel du général de Gaulle ce qui le décide à s'embarquer pour l'Angleterre le 23. Débarqué à Liverpool, il gagne Londres où il rencontre de Gaulle puis il s'engage dans les Forces françaises libres le 1er juillet.
Promu capitaine, il participe à la bataille de Dakar en septembre 1940 puis est envoyé au Tchad où, à Fort-Archambault, il entre dans les rangs du Régiment de tirailleurs sénégalais du Tchad commandé par le colonel Leclerc. Après plusieurs mois au Tchad, il participe, de décembre 1942 à mai 1943, à la campagne de Libye avec la conquête du Fezzan et de la Tripolitaine, puis à la campagne de Tunisie. Muté au Régiment de marche du Tchad, il rejoint la 2 division blindée (2e DB) à laquelle est subordonné son régiment. Il suit alors une période d'instruction de novembre 1943 à juillet 1944, d'abord au Maroc puis en Angleterre. En août 1944, il débarque avec la 2e DB sur Utah Beach en Normandie et s'illustre dans les combats de la forêt d'Écouves en détruisant plusieurs blindés ennemis et en faisant de nombreux prisonniers. Il participe ensuite à la libération de Paris puis à la campagne d'Alsace. Le 1er octobre 1944, à Rambervillers, il est blessé aux jambes par des éclats d'obus et est hospitalisé à Lyon. Il termine la guerre dans les rangs de la 2e DB avec le grade de commandant.

### Après-guerre
Restant dans l'armée après 1945, il participe à la guerre d'Indochine puis à la guerre d'Algérie d'où il ramène de nouvelles citations. Après encore quelques années de carrière au Soudan, au Sénégal et en France, il prend sa retraite avec la grade de colonel en décembre 1964 et se retire dans sa Lorraine natale. Il meurt à Verdun le 28 avril 1999 et est inhumé à Charency-Vezin.

## Décorations
|  |  |  |
|  |  |  |
|  |  |  |

| Commandeur de la Légion d'honneur                                    | Commandeur de la Légion d'honneur                                    | Compagnon de la Libération                                           | Compagnon de la Libération              | Croix de guerre 1939-1945               | Croix de guerre 1939-1945               |
| Croix de guerre TOE                                                  | Croix de guerre TOE                                                  | Croix de la Valeur militaire                                         | Croix de la Valeur militaire            | Médaille des blessés de guerre          | Médaille des blessés de guerre          |
| Médaille commémorative des services volontaires dans la France libre | Médaille commémorative des services volontaires dans la France libre | Médaille commémorative des services volontaires dans la France libre | Commandeur de l'Ordre de l'Étoile noire | Commandeur de l'Ordre de l'Étoile noire | Commandeur de l'Ordre de l'Étoile noire |